# New England Patriots 1989
La stagione 1989 dei New England Patriots è stata la 20ª della franchigia nella National Football League, la 30ª complessiva e la sesta e ultima con Raymond Berry come capo-allenatore. La stagione si concluse con un bilancio di cinque vittorie e undici sconfitte, al quarto posto della AFC East division.
La difesa sui passaggi dei Patriots concesse 7,64 yard medie per tentativo nel 1989, uno dei peggiori dieci risultati della storia della NFL.

## Scelte nel Draft 1989
| Scelte dei New England Patriots nel Draft 1989 |        |                 |       |                        |
| Giro                                           | Scelta | Giocatore       | Ruolo | College                |
| 1                                              | 16     | Hart Lee Dykes  | WR    | Oklahoma State         |
| 2                                              | 43     | Eric Coleman    | DB    | Wyoming                |
| 3                                              | 63     | Marv Cook       | TE    | Iowa                   |
| 3                                              | 73     | Chris Gannon    | DE    | Southwestern Louisiana |
| 4                                              | 96     | Maurice Hurst   | DB    | Southern               |
| 4                                              | 100    | Michael Timpson | WR    | Penn State             |
| 6                                              | 165    | Eric Mitchel    | RB    | Oklahoma               |
| 7                                              | 178    | Eric Lindstrom  | LB    | Boston College         |
| 8                                              | 210    | Rodney Rice     | DB    | BYU                    |
| 8                                              | 223    | Tony Zackery    | DB    | Washington             |
| 9                                              | 240    | Darron Norris   | RB    | Texas                  |
| 9                                              | 247    | Curtis Wilson   | C     | Missouri               |
| 10                                             | 267    | Emmanuel McNeil | DT    | Tennessee-Martin       |
| 11                                             | 294    | Tony Hinz       | RB    | Harvard                |
| 12                                             | 324    | Aaron Chubb     | LB    | Georgia                |

## Calendario
| Turno | Data       | Avversario             | Risultato | Record | Pubblico |
| ----- | ---------- | ---------------------- | --------- | ------ | -------- |
| 1     | 10/9/1989  | at New York Jets       | V 27–24   | 1–0    | 64,541   |
| 2     | 17/9/1989  | Miami Dolphins         | S 24–10   | 1–1    | 57,043   |
| 3     | 24/9/1989  | Seattle Seahawks       | S 24–3    | 1–2    | 48,025   |
| 4     | 1/10/1989  | at Buffalo Bills       | S 31–10   | 1–3    | 78,921   |
| 5     | 8/10/1989  | Houston Oilers         | V 23–13   | 2–3    | 59,828   |
| 6     | 15/10/1989 | at Atlanta Falcons     | S 16–15   | 2–4    | 39,697   |
| 7     | 22/10/1989 | at San Francisco 49ers | S 37–20   | 2–5    | 51,781   |
| 8     | 29/10/1989 | at Indianapolis Colts  | V 23–20   | 3–5    | 59,356   |
| 9     | 5/11/1989  | New York Jets          | S 27–26   | 3–6    | 53,366   |
| 10    | 12/11/1989 | New Orleans Saints     | S 28–24   | 3–7    | 47,680   |
| 11    | 19/11/1989 | Buffalo Bills          | V 33–24   | 4–7    | 49,663   |
| 12    | 26/11/1989 | at Los Angeles Raiders | S 24–21   | 4–8    | 38,747   |
| 13    | 3/12/1989  | Indianapolis Colts     | V 22–16   | 5–8    | 32,234   |
| 14    | 10/12/1989 | at Miami Dolphins      | S 31–10   | 5–9    | 55,918   |
| 15    | 17/12/1989 | at Pittsburgh Steelers | S 28–10   | 5–10   | 26,594   |
| 16    | 24/12/1989 | Los Angeles Rams       | S 24–20   | 5–11   | 27,940   |

## Classifiche
| AFC East             | AFC East | AFC East | AFC East | AFC East | AFC East | AFC East | AFC East | AFC East | AFC East |
|                      | V        | S        | P        | %        | DIV      | CONF     | PF       | PS       | Str.     |
| -------------------- | -------- | -------- | -------- | -------- | -------- | -------- | -------- | -------- | -------- |
| Buffalo Bills(3)     | 9        | 7        | 0        | .563     | 6–2      | 8–4      | 409      | 317      | V1       |
| Indianapolis Colts   | 8        | 8        | 0        | .500     | 4–4      | 7–5      | 298      | 301      | S1       |
| Miami Dolphins       | 8        | 8        | 0        | .500     | 4–4      | 6–8      | 331      | 379      | S2       |
| New England Patriots | 5        | 11       | 0        | .313     | 4–4      | 5–7      | 297      | 391      | S3       |
| New York Jets        | 4        | 12       | 0        | .250     | 2–6      | 3–9      | 253      | 411      | S3       |

## Premi
- John Stephens:

rookie offensivo dell'anno